# El Perú lliure
El Perú lliure o La llibertat es una pintura a l'oli creada al 1853 pel pintor peruà Luis Montero, i representa una personificació nacional masculina de la República Peruana com a alternativa a la mare pàtria espanyola. Forma part de la col·lecció pictòrica del Palau Legislatiu.

## Descripció
Aquest quadre fou realitzat per Luis Montero, per a pagar el tracte que havia fet amb el Congrés de la República, que li finançava els estudis artístics a Itàlia a canvi de fer obres per a la col·lecció artística parlamentària.

Luis Montero, anys més tard, descriu la seua creació així:
| «                                                        | (...) vaig voler fer un quadre que caracteritzàs la llibertat de la meua pàtria: el vaig pintar, doncs, amb la figura al·lusiva d'un jove, que per la seua actitud manifestàs la força moral i física que abunda en la nostra pàtria: aquest fruit primer dels meus anhels us el dedique hui en obsequi pels immensos favors que he rebut. | » |
| — Luis Montero en les seues cartes al Congrés, del 1860. | |   |

El parlament va permetre que El Perú lliure s'exposàs al Palau de l'Exposició fins al 1881, data en què va succeir l'ocupació de Lima, quan l'exèrcit xilé es va emportar el quadre a Xile. L'escriptor Ricardo Palma seria el primer a comunicar el robatori de la pintura pels ocupants.
José Antonio de Lavalle y García va situar i va dedicar els darrers anys de la seua vida a insistir al govern xilé sobre la devolució de la pintura. Fou al 1964, després de la seua mort, quan Xile decidí de retornar-la mitjançant la seua esposa Sara Garragori, que la va lliurar novament al Congrés de la República.
Les mides de l'obra són 223 x 156 cm. Tot i  que sojorna permanentment al Palau Legislatiu, també sol tenir exposicions casuals en el Museu d'Art de Lima (MALI).